# Судейский, Сергей Николаевич
Сергей Николаевич Судейский (18 октября 1918, Долматовка, Московская область — 27 марта 1944, Николаев) — Герой Советского Союза, участник «десанта Ольшанского», командир отделения автоматчиков 384-го отдельного батальона морской пехоты Одесской военно-морской базы Черноморского флота, старшина 1-й статьи.

## Биография
Родился 18 октября 1918 года в селе Долматовка ныне Ленинского района Тульской области в семье крестьянина. Русский. Окончил 7 классов школы № 1 города Тула. Работал слесарем по ремонту точных механических приборов на Тульском машиностроительном заводе «Штамп».
С 1939 года служил в морских частях пограничных войск на Чёрном море.
В Военно-Морском Флоте 1941 года. Участвовал в обороне Севастополя. В одном из боёв в районе Инкермана в июне 1942 года был ранен. После госпиталя был назначен автоматчиком в 384-й отдельный батальон морской пехоты Черноморского Флота. В 1943 году стал командиром отделения.
Участвовал в десантной операции в город Осипенко (ныне Бердянск). Затем были бои на Кинбурнской косе, освобождение посёлков Херсонской области Богоявленское (ныне Октябрьский) и Широкая Балка. За десантные операции был награждён медалью «За боевые заслуги».

## Подвиг
Во второй половине марта 1944 года войска 28-й армии начали бои по освобождению города Николаева. Чтобы облегчить фронтальный удар наступающих, было решено высадить в порт Николаев десант. Из состава 384-го отдельного батальона морской пехоты выделили группу десантников под командованием старшего лейтенанта Константина Ольшанского. В неё вошли 55 моряков, 2 связиста из штаба армии и 10 сапёров. Проводником пошёл местный рыбак Андреев. Одним из десантников был старшина 1-й статьи Судейский.
Двое суток отряд вёл кровопролитные бои, отбил 18 ожесточённых атак противника, уничтожив при этом до 700 солдат и офицеров врага. Во время последней атаки фашисты применили танки-огнемёты и отравляющие вещества. Но ничто не смогло сломить сопротивление десантников, принудить их сложить оружие. Они с честью выполнили боевую задачу.
28 марта 1944 года советские войска освободили Николаев. Когда наступающие ворвались в порт, им предстала картина происшедшего здесь побоища: разрушенные снарядами обгорелые здания, более 700 трупов фашистских солдат и офицеров валялись кругом, смрадно чадило пожарище. Из развалин конторы порта вышло 6 уцелевших, едва державшихся на ногах десантников, ещё 2-х отправили в госпиталь. В развалинах конторы нашли ещё четверых живых десантников, которые скончались от ран в этот же день. Пали все офицеры, старшины, сержанты и многие краснофлотцы. Погиб и старшина 1-й статьи С. Н. Судейский.
Похоронен в братской могиле в городе Николаев в сквере 68-ми десантников.
Весть об их подвиге разнеслась по всей армии, по всей стране. Верховный Главнокомандующий приказал всех участников десанта представить к званию Героя Советского Союза.
Указом Президиума Верховного Совета СССР от 20 апреля 1945 года за образцовое выполнение боевых заданий командования на фронте борьбы с немецкими захватчиками и проявленные при этом отвагу и геройство старшине 1-й статьи Судейскому Сергею Николаевичу было присвоено звание Героя Советского Союза (посмертно).
Награждён орденом Ленина, медалью «За боевые заслуги».
Их именем названа улица города, открыт Народный музей боевой славы моряков-десантников. В Николаеве в сквере имени 68-ми десантников установлен памятник. В посёлке Октябрьском на берегу Бугского лимана, откуда уходили на задание десантники, установлена мемориальная гранитная глыба с памятной надписью.
Именем Героя названы улица и школа № 59 в городе Тула.
Приказом Председателя КГБ от 17 октября 1975 года имя Героя присвоено пограничному сторожевому кораблю. Сейчас корабль продолжает службу в Камчатском управлении ФПС, в прессе есть сообщения о задержании им браконьеров и нарушителей.